# El Tambo (kanton)
El Tambo – kanton w Ekwadorze, w prowincji Cañar. Stolicą kantonu jest El Tambo.